# Castanopsis thaiensis
Castanopsis thaiensis är en bokväxtart som beskrevs av Phengklai. Castanopsis thaiensis ingår i släktet Castanopsis och familjen bokväxter. Inga underarter finns listade.